# تپه اسلام‌آباد نو
تپه اسلام‌آباد نو مربوط به دوران‌های تاریخی پس از اسلام است و در شهرستان آق قلا، بخش وشمگیر، روستای اسلام‌آباد نو واقع شده و این اثر در تاریخ ۱۰ خرداد ۱۳۸۲ با شمارهٔ ثبت ۸۸۳۴ به‌عنوان یکی از آثار ملی ایران به ثبت رسیده است.